# Dockinga College
Het Dockinga College is een middelbare school in het Nederlandse Dokkum.

## Algemeen
Het Dockinga College is een christelijke scholengemeenschap voor voortgezet onderwijs in Noordoost-Friesland. De school biedt alle vormen van onderwijs aan: gymnasium, atheneum, havo, vmbo-theoretisch, vmbo-beroepsgericht en leerwegondersteunend onderwijs (lwoo). Met meer dan 1.600 leerlingen en zo’n 200 medewerkers is het met afstand de grootste middelbare school van Dokkum, en vervult het een belangrijke regionale functie – vooral voor het vwo. Veel leerlingen komen uit omliggende dorpen.
Het Dockinga College heeft drie schoollocaties in Dokkum: de vmbo-VAKschool, vmbo-gt, en havo/vwo. Deze scholen worden ondersteund door het bestuursbureau. Daarnaast heeft de school een nevenvestiging op Schiermonnikoog, de Inspecteur Boelensschool (IBS). Deze school is in 2021 gefuseerd met het Dockinga, omdat de IBS te klein was geworden om zelfstandig verder te gaan.
Tot 2019 had het Dockinga College ook een locatie in Ferwert, waar voornamelijk vmbo-onderwijs werd gegeven. Na langdurige discussies met eerst de gemeente Ferwerderadiel en later de gemeente Noardeast-Fryslân is deze locatie uiteindelijk gesloten. Hoewel aanvankelijk werd toegezegd dat er een nieuwe locatie in Ferwert zou komen, heeft het fors afgenomen leerlingenaantal ertoe geleid dat de school op 1 augustus 2019 definitief de deuren sloot.
De school is ontstaan uit een fusie van meerdere kleinere, zelfstandige scholen, die vaak nog op hun oorspronkelijke locatie gevestigd zijn. Daardoor bestaan er soms duidelijke verschillen tussen de locaties. Het voelt soms wat als “los zand”, maar dat sluit juist aan bij de Friese cultuur: "Frysk en frij", met ruimte voor eigenheid. Dat is een bewuste keuze van de school.
Het Dockinga College doet ook mee aan het Fries Jeugd Parlement, een jaarlijks evenement waarin jongeren het bestuur van de provincie Fryslân naspelen. Dockinga is een van de tien scholen in Friesland die hieraan deelnemen.

### Fierder Onderwijs
Het Dockinga College valt onder het bestuur van Fierder Onderwijs, waar ook CSG Liudger en het Lauwers College onder vallen. Er is één gezamenlijk College van Bestuur, en diensten zoals HR, ICT en financiën zijn samengebracht in een centrale ondersteuningsafdeling: Fierder Onderwijs Centraal (FOC). Deze afdeling werkt voor alle drie de scholengemeenschappen. Binnen de elf scholen die onder Fierder Onderwijs vallen, worden alle vormen van voortgezet onderwijs aangeboden: praktijkonderwijs, vmbo, mavo, havo en vwo.

### Locaties
- vmbo-VAKschool
- vmbo-gt
- havo en vwo
- Inspecteur Boelensschool (IBS)

## Onderwijsinspectie

### Algemeen
Volgens de onderwijsinspectie doet het Dockinga College het over de hele linie ruim voldoende, met één kanttekening: de kwaliteitszorg blijft wat achter. De inspectie is kritisch op het feit dat de school niet vooroploopt als het gaat om onderwijskundige vernieuwingen, zoals het stimuleren van zelfstandig leren bij leerlingen. Toch zijn de leerresultaten bovengemiddeld, zeker op het vmbo, havo en vwo.
De school staat onder het reguliere toezicht.

### Vwo
- Er zitten anno 2005 een 290 leerlingen in de laatste 4 klassen; plusminus 10 klassen; 2 à 3 per jaargroep.
- In vergelijking met andere vwo-scholen ligt het rendement in de eerste twee leerjaren boven het landelijk gemiddelde; 100% van de leerlingen komt zonder vertraging in het derde leerjaar.
- 68 % van deze leerlingen haalt dan vervolgens zonder vertraging het diploma. Dat ligt op het landelijk gemiddelde.
- De examencijfers liggen met een 6,4 ook op het landelijk gemiddelde.

### Havo
- Er zitten een 355 leerlingen in de laatste 3 klassen, plusminus 12 klassen, 4 per jaargroep.
- In vergelijking met andere havo scholen ligt het rendement in de eerste twee leerjaren op het landelijk gemiddelde; 96% van de leerlingen komt zonder vertraging in het derde leerjaar.
- 68 % van deze leerlingen haalt dan vervolgens zonder vertraging het diploma. Dat ligt op het landelijk gemiddelde.
- De examencijfers liggen met een 6,4 ook op het landelijk gemiddelde.

### Vmbo
Men heeft de richtingen
- - Economie
  - Zorg en Welzijn
  - Techniek
  - Landbouw

## Profielen

### Vwo
Naam en aantal deelnemers in 2005.
- Cultuur en Maatschappij, 13%, minder dan gemiddeld in Nederland.
- Economie en Maatschappij, 41%, wat een gemiddeld aantal is.
- Natuur en Gezondheid, 28%, gemiddeld.
- Natuur en Techniek, 18%, gemiddeld.

### Havo
Naam en aantal deelnemers in 2005.
- Cultuur en Maatschappij, 46%, boven het landelijk gemiddelde in Nederland.
- Economie en Maatschappij, 30%, beneden het gemiddelde.
- Natuur en Gezondheid, 15%, gemiddeld.